# Ouro Bobbo
Pour les articles homonymes, voir Ouro.
Ouro Bobbo est un village du Cameroun situé dans le département de la Bénoué et la région du Nord. Il fait partie de la commune de Gashiga et de l'arrondissement de Demsa. Il fait partie du Lamidat Demsa.

## Population
Lors du recensement de 2005, 237 habitants y ont été dénombrés.